# DSA-135
La DSA-135 es una carretera perteneciente a la Red Secundaria de la Diputación Provincial de Salamanca que une las localidades de Galinduste y Pelayos.

## Origen y Destino
La carretera  DSA-135  tiene su origen en Galinduste en la intersección con la carretera  DSA-130 , y termina en el casco urbano de Pelayos formando parte de la Red de carreteras de Salamanca.